# Kovács Áron
Kovács Áron (Budapest, 1973. május 19. –) magyar rádiós, televíziós műsorvezető, énekes.

## Élete
Általános iskolai tanulmányait a Münnich Ferenc Általános Iskolában végezte. Középiskolai éveit a Leövey Klára Gimnáziumban járta ki. Egyetemi tanulmányait a Pázmány Péter Katolikus Egyetemen folytatta, magyartanárnak tanult.
1997-ben a Kifutó című műsorban tűnt fel. A Rádió Rock műsorvezetője.
A Reload együttes tagja.
2011-től a KÁOSZ Központ nevű együttes frontembere.
Énekes-színészként musicalekben, vígjátékokban is szerepelt.

## Magánélete
1996-ban ismerte meg feleségét, Boda Gabriellát, de csak kilenc évvel később házasodtak össze. Két gyermekük van: a 2007-ben született Máté és a 2014-es születésű Luca. 2021 elején Gabriellával úgy döntöttek, elválnak.

## Televíziós és rádiós szereplései
- Hangárverés, 3. rész (1994)
- Sztár FM
- Mobil Party
- Szerencseszombat
- Popdaráló (2008)
- Áll az alku
- A sztárok a fejükre estek
- Overdose – A futam
- Class Délután (2009. november – 2010. március)
- Class Shop (2010. június 4. – 2010. december)
- Class 40 (2010. január – 2016. május 1.)
- RockReggel (2016. május 17. – 2017 tavasza)
- XXL (2008), énekes
- Lángelmék
- Észbontók (1–9. évad, 11. évad)

## Színházi szerepeiből
A Színházi adattárban regisztrált bemutatóinak száma: 1.
| Darab      | Szerep     | Színház            | Bemutató           | Forrás |
| ---------- | ---------- | ------------------ | ------------------ | ------ |
| Robin Hood | Robin Hood | Szabad Tér Színház | 2010. augusztus 6. | [ 3 ]  |

- Pipin (musical)... Hamisan hangoskodó (Lurdy Színpad – 1999)
- The Show Must Go On... közreműködő  (Papp László Budapest Sportaréna – 2010. október 24.)
- Szomor György – Miklós Tibor: Robin Hood... Robin Hood  (Margitszigeti Szabadtéri Színpad, 2010) (2017)
- Gerner Csaba – Kovács Áron: Q – Klasszikusok újratöltve:... Sofőr  (Vörösmarty-téri Hungarikum Élményház – 2017. december 21.)
- Terrence McNally – David Yazbek: Alul semmi... Harold Nichols, munkanélküli igazgató  (Békéscsabai Jókai Színház – 2019. május 17.)
- Egressy Zoltán – Sebestyén Áron – Müller Péter Sziámi: Vadak ura... Hektor, a medvezér  (2021. október 15.)